# Звёздные каникулы (мюзикл)
«Звездные каникулы» (укр. Зоряні канікули) — новогодняя музыкальная комедия известного украинского режиссёра Семёна Горова, вышедшая на телеэкраны 1 января 2007 года.
Премьера фильма состоялась на телеканале «Интер» в новогоднюю ночь с 2006 на 2007 год.

## Сюжет
История начинается с семейного новогоднего праздника. Обыкновенная семья - родители и их дети Маша и Гоша отправляется отмечать Новый год на дачу. После того, как Гоша чинит поломавшийся дачный телевизор, он начинает показывать инопланетный канал. Ведущий-гуманоид предлагает всем желающим подать заявку на участие в межгалактическом песенном конкурсе "Космовидение".
Маша сразу же решает принять в нём участие. Родители и брат принимают решение лететь на "Космовидение" вместе с Машей. Здесь семья встречает множество звёзд инопланетного шоу-бизнеса. Среди новых знакомых - межгалактическая певица Дива, легендарный герой космоса Капитан Зед, юный артист из другой галактики Фортиано и коварный Барон Стар - певец с космической манией величия.
Именно он пускает в ход хитрую интригу, призванную воспрепятствовать участию талантливой землянки в "Космовидении". Инопланетные продюсеры пророчат Маше победу, но сможет ли девушка раскрыть козни подлого Стара? Несомненно, близкие люди и новые друзья не дадут талантливую девушку в обиду, но, кажется, барон задумал нечто действительно ужасное...

## В ролях
| Актёр                | Роль                                                  |
| -------------------- | ----------------------------------------------------- |
| Тина Кароль          | Маша                                                  |
| Дима Билан           | Фортиано                                              |
| Василий Бендас       | Гоша, (брат Маши)                                     |
| Ольга Сумская        | Мама Маши и Гоши                                      |
| Станислав Боклан     | Папа Маши и Гоши                                      |
| Ольга Волкова        | Анастасия Филимоновна, бабушка Маши и Гоши            |
| София Ротару         | Дива                                                  |
| Филипп Киркоров      | Барон-Стар, межгалактический поп-певец                |
| Валерий Меладзе      | Капитан Зед , космический капитан и легендарный герой |
| Илья Лагутенко       | Капитан пиратов                                       |
| Жанна Агузарова      | Агент-марсианка                                       |
| Ирина Билык          | Космическая певица-амфибия из созвездия Водолея       |
| Алексей Вертинский   | Красотка, инопланетянин                               |
| Александр Бондаренко | Жёлтый, инопланетянин                                 |
| Юрий Гальцев         | Шоумен и ведущий «Космовидение»                       |
| Дмитрий Лаленков     | Первый инопланетный астронавт                         |
| Сергей Озиряный      | Второй инопланетный астронавт                         |
| Анатолий Зиновенко   | Робот-телефонист                                      |

## Съёмочная группа
- Режиссёр-постановщик: Семён Горов
- Авторы сценария: 
  - Антон Фридлянд,
  - Семён Горов
- Оператор: Алексей Степанов
- Композитор: Виталий Семко
- Художник-постановщик: Виталий Ясько
- Звукорежиссёры:
  - Александр Цельмер,
  - Любовь Цельмер
- Режиссёры монтажа:
  - Роман Бондарчук,
  - Александр Иваненко
- Продюсер: Леонид Мазор
- Исполнительные продюсеры:
  - Марьяна Расстальная,
  - Геннадий Мусин
- Художники по гриму:
  - Светлана Рымакова,
  - Анжела Посохова
- Художники по костюмам: Ольга Навроцкая

## В фильме звучат песни
| Название песни            | Исполнитель     |
| ------------------------- | --------------- |
| «Далеко»                  | Жанна Агузарова |
| «Сделай это прямо сейчас» | Валерий Меладзе |
| «Неверная»                | Ирина Билык     |
| «Я умираю от любви»       | Дима Билан      |
| «И полетим»               | София Ротару    |
| «Страха – нет»            | Мумий Тролль    |
| «Танго»                   | Филипп Киркоров |
| «Кайф»                    | Филипп Киркоров |
| «Ноченька»                | Тина Кароль     |